# Тхрумшинг-Ла
Тхрумшинг-Ла, он же Донга (дзонг-кэ ཁྲུམས་ཤིང་ལ་, вайли khrums-shing la) — второй по высоте над уровнем моря горный перевал в Бутане, связывающий центральные и восточные регионы страны, разделённые труднопроходимым хребтом Донга. Перевал расположен на границе дзонгхагов Бумтанг и Монгар, на территории одноимённого национального парка; через него проходит главная трасса (англ. Lateral Road) дорожной сети Бутана.

## Природные условия и риски
В зимнее время движение через перевал иногда приходится перекрывать из-за обильных снегопадов и вызванных ими заносов на дороге. Но такой запрет движения распространяется только на общественный и коммерческий транспорт; водители частных транспортных средств могут пытаться проехать зимой через Тхрумшинг-Ла на свой страх и риск. Расчищать снеговые заносы на этой высокогорной трассе часто приходится вручную, поскольку тяжёлая снегоуборочная техника не всегда может даже доехать до перевала. Кроме того, дорога во многих местах проходит вдоль обрывов высотой в сотни метров. Почва вокруг перевала почти бесплодная, каменистая, часто обледенелая.
Многие путешественники, одолевшие такую дорогу, оставляют на перевале молитвенные флаги в знак благодарности за то, что добрались сюда целыми и невредимыми. Те, кто едет в восточном направлении, после перевала за несколько часов снижаются с 3800 до 650 метров над уровнем моря, и попадают из альпийских лесов в субтропики, в долины, где растут апельсиновые деревья.
Из-за всех этих затруднений и опасностей проезда через Тхрумшинг-Ла правительство Бутана приняло решение строить объездную дорогу и включило это строительство в планы Десятой пятилетки. Строительство уже началось. Ожидается, что проезд по новой дороге от деревни Шингкар (Shingkhar) гевога Ура до деревни Горган (Gorgan) гевога Менби (дзонгхаг Лхунце) будет короче на 100 км, более безопасным и займёт на три часа меньше времени, чем проезд по существующей дороге через Тхрумшинг-Ла. Строительство объездной дороги вызвало протесты защитников окружающей среды, но власти Бутана решили его продолжать.